# Jesu, meine Freude (BWV 227)
Pour l’article homonyme, voir Jesu, meine Freude.
Pour un article plus général, voir Motets de Johann Sebastian Bach.
Jesu, meine Freude est un motet composé par Jean-Sébastien Bach. L'œuvre prend son titre et son texte d'un poème de Johann Franck, et sa mélodie principale d'un cantique (en l'occurrence un choral) du même nom dû à Johann Crüger. Les versets (8:1–2, 9–11) de l'Épître aux Romains sont utilisés en alternance avec le cantique, un texte répondant à l'autre. La musique est au service du texte, l'illustrant souvent de manière figurative et inventive.
Bien que des recherches récentes suggèrent que l'œuvre a été composée et construite à plusieurs époques différentes, l'ensemble forme une structure très cohérente avec une architecture d'ensemble parfaitement symétrique.
Ce motet est le plus ancien et le plus complexe des motets de Jean-Sébastien Bach, et un des plus connus et exécutés.

## Histoire

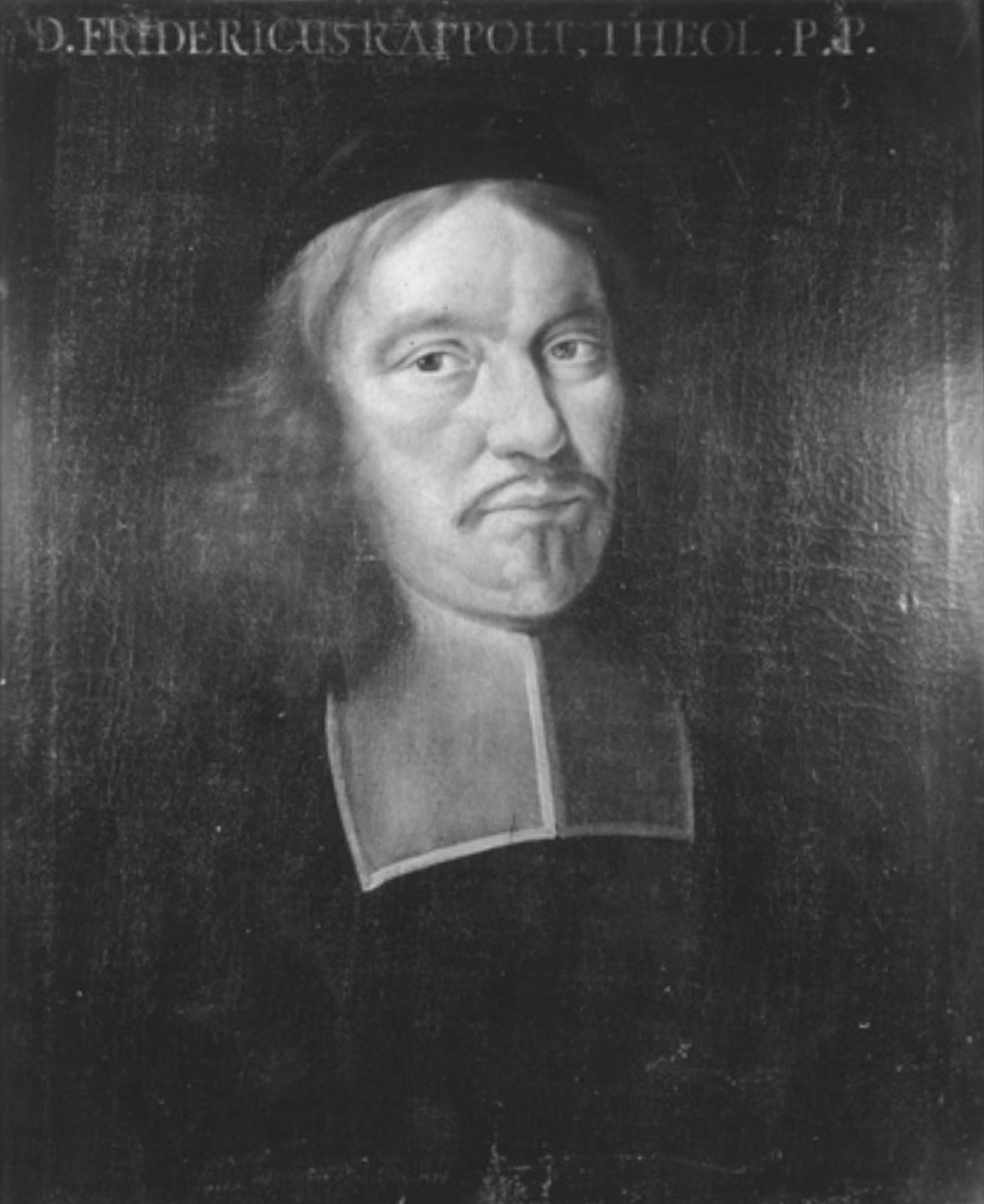
, père de Johanna Maria Kees et recteur de l'université de Leipzig et de la Thomasschule zu Leipzig.

Ce motet est, comme beaucoup des motets de Jean-Sébastien Bach un motet funèbre, composé à Leipzig en 1723 pour un service religieux (le 18 juillet 1723) en mémoire de Johanna Maria Kees, la veuve d'un personnage très important de Leipzig : le maître de Poste de la Saxe Johann Jakob Kees (de). De plus et surtout, le père de Johanna Maria, Friedrich Rappolt (de), avait été recteur dans les années 1640 de l'université de Leipzig et de la Thomasschule zu Leipzig où Bach officiait au moment de cet événement.
Selon certaines thèses, la forme de ce motet semble beaucoup trop avancée et parfaite pour l'état de l'art de Bach en 1723, qui venait juste d'emménager à Leipzig. Selon ces thèses, il semblerait qu'une version sans choral ait été donnée en 1723 pour la cérémonie d'hommage à Kees, tandis que la version que nous possédons aujourd'hui aurait été composée vers la fin des années 1720, vers la même période que Singet dem Herrn et Der Geist hilft, peut-être à des fins pédagogiques à la fois de technique musicale et de théologie.
Selon le musicologue Daniel Melamed, spécialiste de Bach, ce motet a en effet été composé à plusieurs époques, dont certaines (par exemple la 9e partie) à l'époque où Bach était à Weimar, ou même encore plus tôt.
Ce que l'on sait est que la partie du motet illustrant l'épître de Paul aux Romains devait être composée dès 1723, puisque l'homélie du surintendant Salomon Deyling (en) prononcée lors de la cérémonie funèbre portait sur ces épîtres.
L'autographe de ce motet est perdu. On connait cette œuvre par une copie anonyme de la fin des années 1720, présente à la Bibliothèque d'État de Berlin sous la cote P48/6.

## L’œuvre

### Texte et inspiration

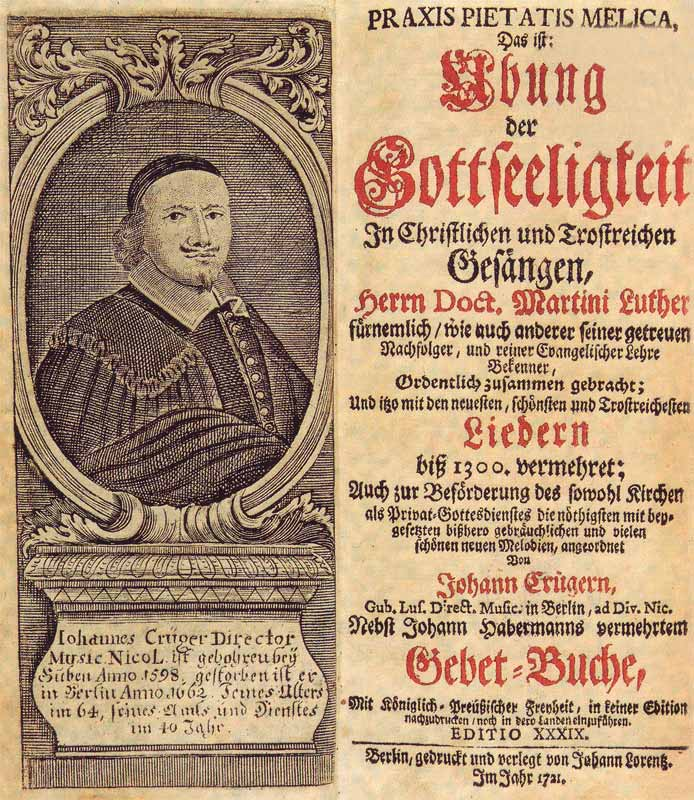
Couverture de la 39e édition (1721) du Praxis pietatis Melica de Johann Crüger (en médaillon).

La mélodie chorale à partir de laquelle Bach a élaboré son motet provient d'un cantique luthérien de Johann Crüger. Elle apparaît pour la première fois dans l'important hymnaire luthérien Praxis pietatis melica (« Pratique de la piété par la poésie chorale ») de cet auteur, dans lequel Bach puise régulièrement les thèmes mélodiques et les textes de ses chorals. La mélodie de ce cantique, écrit en 1653, est de Crüger et le texte en allemand du poète Johann Franck, ami et collaborateur de Crüger. Bach a également utilisé des parties de ce cantique dans les cantates BWV 12, BWV 64, BWV 81, et BWV 87.
Le poème de Franck est divisé en six strophes qui forment les 1re, 3e, 5e, 7e, 9e et 11e parties du motet. Son thème est Jésus comme joie et support, face aux ennemis et à la vanité de l'existence. Sa forme est irrégulière, avec des vers de 5 à 8 pieds
Les paroles chantées dans les 2e, 4e, 6e, 8e et 10e parties sont issues de la Bible luthérienne, l'Épître aux Romains, de l'apôtre Paul (8:1–2, 9–11).

### Structure et messages théologiques
Bach construit donc son motet en faisant alterner le poème de Franck avec un texte biblique, celui-ci illustrant, commentant ou enrichissant le message du poème. Globalement, le message du poème de Franck est « la mort bienheureuse qui délivre des maux et des souffrances du monde pour mener à la contemplation du Christ » tandis que l'épître affirme la nature spirituelle, et non matérielle, de l'Homme.
Mais Bach ne se contente pas d'alterner, il réalise ce mélange par une vaste structure symétrique en arche (chiasme) autour du mouvement central (le n°6, la seule fugue du motet), où les mouvements en regard sont traités musicalement de la même manière. L'aspect symétrique de l'œuvre est encore accentué par le nombre de mesures de part et d'autre du mouvement central : respectivement 190 et 189 mesures.
Cette structure chiastique en elle-même symbolise le Christ dans la métaphysique musicale de l'époque. En effet, le chiasme est représenté par la lettre grecque χ (Chi), qui est aussi symétrique par rapport à son centre. Or, cette lettre est à la fois la première lettre du nom Grec du Christ χριστός / christós, et sa forme rappelle également la croix,. On retrouve cette structure chiastique et ce symbolisme chez Bach notamment dans la Passion selon Saint Jean.
L'élément central, la fugue Ihr aber seid nicht fleischlich, attire l'attention par sa position et sa forme de fugue, unique dans ce motet. Le message de cette fugue semble être le message central du motet « Or vous ne vivez pas selon la chair, mais selon l'Esprit, si du moins l'Esprit de Dieu habite en vous » (Rm 8,9).
La structure générale du motet est donc la suivante,:
- 1. Jesu, meine Freude (4 voix, 1re strophe)
  - 2. Es ist nun nichts Verdammliches (5 voix, Rm 8,1 et 4)
    - 3. Unter deinem Schirmen (5 voix, 2e strophe)
      - 4. Denn das Gesetz (3 voix, Rm 8,2)
        - 5. Trotz dem alten Drachen (5 voix, 3e strophe)
          - 6. Ihr aber seid nicht fleischlich (5 voix, fugue, Rm 8,9)

        - 7. Weg mit allen Schätzen (4 voix, 4e strophe)

      - 8. So aber Christus in euch ist (3 voix, Rm 8,10)

    - 9. Gute Nacht, o Wesen (4 voix, 5e strophe)

  - 10. So nun der Geist (5 voix, Rm 8,11)
- 11. Weicht, ihr Trauergeister (4 voix, 6e strophe)

La symétrie n'est pas exactement en miroir autour du mouvement 6 : le mouvement 3 est similaire au mouvement 7, et réciproquement le mouvement 9 au mouvement 5. Ceci se voit mieux dans la représentation suivante :
| 3. Choral figuré. Franck. 2d str. 5 voix. |
| 4. Trio. Rm 8,2. 3 voix                   |
| 5. Quasi-aria. Franck. 3e str. 5 voix     |

| 7. Choral figuré. Franck. 4e str. 4 voix |
| 8. Trio. Rm 8,10. 3 voix                 |
| 9. Quasi-aria. Franck. 5e str. 4 voix    |

### Mouvements

#### 1. Jesu, meine Freude
| Source            | Texte allemand | Texte français | Effectif |
| ----------------- | --- | --- | -------- |
| Franck, strophe 1 | Jesu, meine Freude, Meines Herzens Weide, Jesu, meine Zier, Ach wie lang, ach lange Ist dem Herzen bange Und verlangt nach dir! Gottes Lamm, mein Bräutigam, Außer dir soll mir auf Erden Nichts sonst Liebers werden. | Jésus, ma joie, Le pâturage de mon cœur, Jésus, mon trésor, Ah, longtemps, ah, longtemps, Mon cœur a souffert Et t'a attendu ! L'agneau de Dieu, mon fiancé, Près de toi sur terre Rien ne me sera plus cher. | SATB     |

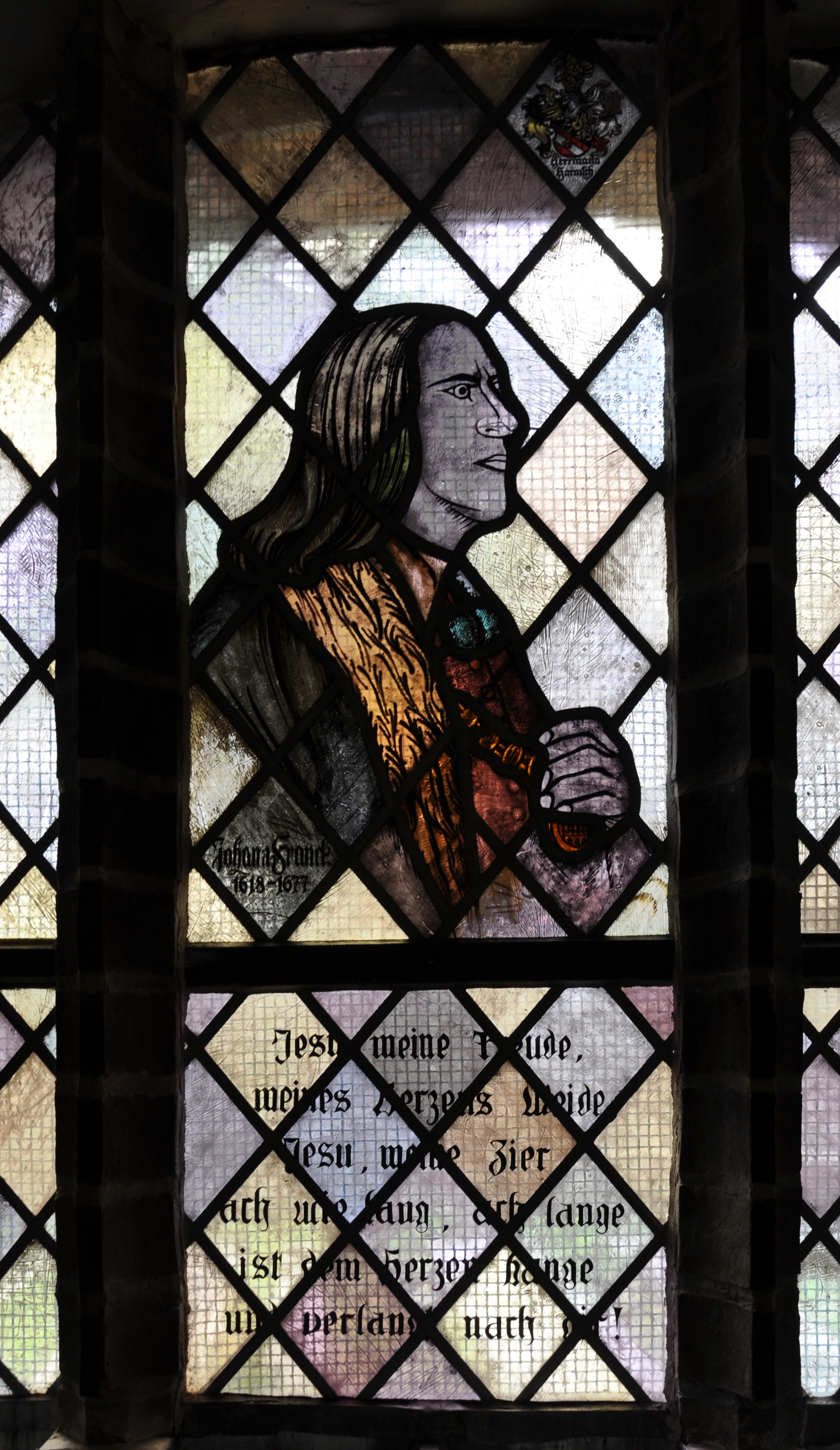
Vitrail avec le portrait de Johann Franck et les paroles de Jesu meine Freude, à l'église de Lübben

Ce mouvement est une harmonisation simple à 4 voix homophones de la mélodie de Crüger. Sa forme est de type AAB (Bar form), typique des chorals, avec deux répétitions de la même mélodie et un final.

#### 2. Es ist nun nichts Verdammliches
| Source      | Texte allemand | Texte français | Effectif |
| ----------- | --- | --- | -------- |
| Rm 8,1 et 4 | Es ist nun nichts Verdammliches an denen, die in Christo Jesu sind, die nicht nach dem Fleische wandeln, sondern nach dem Geist. | Il n'y a maintenant plus rien de condamnable pour ceux qui sont en Jésus-Christ, pour ceux qui ne marchent pas sur le chemin de la chair, mais sur celui de l'Esprit. | S1S2ATB  |

Ce mouvement commence dans un style homophonique, permettant de bien marteler le mot nichts, avant de se terminer en une sorte de fugato où le mot wandeln ("marcher", ou "vivre" dans un sens plus allégorique) est mis en valeur dans chaque voix par une sorte « d'errance mélodique » contrastant avec le reste de la musique. Ici encore, la forme générale du mouvement est de type AAB. Le mouvement symétrique (#10. So nun der Geist) reprend quasiment la même forme musicale.

#### 3. Unter deinem Schirmen
| Source            | Texte allemand | Texte français | Effectif |
| ----------------- | --- | --- | -------- |
| Franck, strophe 2 | Unter deinem Schirmen Bin ich vor den Stürmen Aller Feinde frei. Laß den Satan wittern, Laß den Feind erbittern, Mir steht Jesus bei. Ob es itzt gleich kracht und blitzt, Ob gleich Sünd und Hölle schrecken: Jesus will mich decken. | Sous ta protection Je suis à l'abri des tempêtes De tous les ennemis. Que Satan soit en rage, Que l'ennemi soit en fureur. Jésus est avec moi. Si maintenant il tonne et il fait des éclairs, Si le péché et l'enfer terrifient, Jésus me protègera. | S1S2ATB  |

Ce mouvement reprend une forme du choral homophonique (de structure AAB) du premier mouvement, avec les sopranos chantant clairement la mélodie, mais avec un accompagnement plus libre et orné, souvent pour mettre en valeur le texte (comme le mot Hölle - enfer).

#### 4. Denn das Gesetz
| Source | Texte allemand | Texte français                                                                                             | Effectif |
| ------ | --- | --- | -------- |
| Rm 8,2 | Denn das Gesetz des Geistes, der da lebendig macht in Christo Jesu, hat mich frei gemacht von dem Gesetz der Sünde und des Todes. | Car la loi de l'Esprit qui donne la vie dans Jésus-Christ, M'a affranchi de la loi du péché et de la mort. | S1S2A    |

L'épître est ici mis en musique par un trio de voix hautes, donnant une légèreté et une transparence à la musique, soulignée par des tierces « célestes » entre les deux voix de soprano, qui semble illustrer la délivrance du poids du péché et de la mort.
Bien que la musique soit ici dans une forme libre qui s'affranchit du cantique de Crüger, on retrouve néanmoins celui-ci en filigrane au début du mouvement quand les sopranos 2 ébauchent la ligne descendante du choral dans les trois premières mesures, et le chœur la suite dans la quatrième mesure.

#### 5. Trotz dem alten Drachen
| Source            | Texte allemand | Texte français | Effectif |
| ----------------- | --- | --- | -------- |
| Franck, strophe 3 | Trotz dem alten Drachen, Trotz des Todes Rachen, Trotz der Furcht darzu! Tobe, Welt, und springe, Ich steh hier und singe In gar sichrer Ruh. Gottes Macht hält mich in acht; Erd und Abgrund muss verstummen, Ob sie noch so brummen. | Défions le vieux dragon, Défions la vengeance de la mort, Défions la peur aussi ! Enrage, ô monde et attaque ; Je me tiens ici et je chante dans le calme de la certitude. La force de Dieu prend soin de moi ; La terre et le gouffre tombent en silence, Même s'ils grondent. | S1S2ATB  |

Ce mouvement reprend le style homophonique orné du deuxième mouvement mais avec un caractère plus libre et figuratif, avec de nombreux effets visant à souligner le texte. Bach fait notamment usage de l'unisson des cinq voix, qui contraste fortement avec la polyphonie environnante, pour le vers Ich steh' hier und singe, montrant ainsi la solidité, la cohésion et la certitude du chœur face au monde qui attaque. Les mots Tobe (enrage) ou Brummen (grondent) sont également figurativement illustré par de vigoureux mélismes des basses.

#### 6. Ihr aber seid nicht fleischlich
| Source | Texte allemand | Texte français | Effectif |
| ------ | --- | --- | -------- |
| Rm 8,9 | Ihr aber seid nicht fleischlich, sondern geistlich, so anders Gottes Geist in euch wohnet. Wer aber Christi Geist nicht hat, der ist nicht sein. | Vous, vous n'êtes pas selon la chair, mais plutôt selon l'esprit, si l'esprit de Dieu habite en vous. mais qui n'a pas l'esprit du Christ n'est pas en lui. | S1S2ATB  |

Le mouvement central du motet reçoit un traitement particulier : un développement en double fugue (fugue à deux sujets). Le premier sujet (Ihr aber seid nicht fleischlich) est d'abord exposé, puis le second (so anders Gottes Geist), et les deux sujets sont combinés à la fin de la fugue. La forme fuguée, « forme par excellence de la gravité » souligne l'importance du message biblique, qui est celui du motet : « Or vous ne vivez pas selon la chair, mais selon l'Esprit, si du moins l'Esprit de Dieu habite en vous ».

#### 7. Weg mit allen Schätzen
| Source            | Texte allemand | Texte français | Effectif |
| ----------------- | --- | --- | -------- |
| Franck, strophe 4 | Weg mit allen Schätzen! Du bist mein Ergötzen, Jesu, meine Lust! Weg ihr eitlen Ehren, Ich mag euch nicht hören, Bleibt mir unbewusst! Elend, Not, Kreuz, Schmach und Tod Soll mich, ob ich viel muss leiden, Nicht von Jesu scheiden. | Arrière, tous les trésors ! Tu es mon plaisir, Jésus, ma joie ! Arrière, vous vains honneurs, je ne veux pas vous écouter, Restez inconnus à moi ! Misère, détresse, torture, honte et mort Même si je dois souffrir beaucoup Ne me sépareront jamais de Jésus. | SATB     |

Après le mouvement central, Bach "rembobine" les formes musicales et utilise une forme très proche du troisième mouvement, en choral orné, où la mélodie de Crüger est nettement énoncée par les sopranos et où la structure générale est de type AAB.

#### 8. So aber Christus in euch ist
| Source  | Texte allemand | Texte français | Effectif |
| ------- | --- | --- | -------- |
| Rm 8,10 | So aber Christus in euch ist, so ist der Leib zwar tot um der Sünde willen; der Geist aber ist das Leben um der Gerechtigkeit willen. | Cependant si le Christ est en vous, bien que le corps soit mort en raison du péché ; mais l'esprit est la vie en raison de la justice. | ATB      |

On déroule de nouveau la symétrie à l'envers, avec un mouvement similaire au quatrième mouvement, un trio avec des voix différentes, les trois plus basses cette fois-ci. On retrouve des similitudes avec ce mouvement, avec une ouverture similaire, et les deux voix supérieures liées en tierces, symbolisant selon Jones la vie dans le Christ.

#### 9. Gute Nacht, o Wesen
| Source            | Texte allemand | Texte français | Effectif |
| ----------------- | --- | --- | -------- |
| Franck, strophe 5 | Gute Nacht, o Wesen, Das die Welt erlesen, Mir gefällst du nicht. Gute Nacht, ihr Sünden, Bleibet weit dahinten, Kommt nicht mehr ans Licht! Gute Nacht, du Stolz und Pracht! Dir sei ganz, du Lasterleben, Gute Nacht gegeben. | Bonne nuit, existence Qui chérit le monde ! Tu ne me plais pas. Bonne nuit, péchés, Restez au loin, Ne revenez plus jamais à la lumière ! Bonne nuit, fierté et gloire ! À toi complètement, vie de corruption, On doit souhaiter bonne nuit ! | S1S2AT   |

Ce mouvement prend une forme très libre, en symétrie avec le cinquième mouvement. Il s'agit ici d'une berceuse hypnotique, au caractère profondément doux et apaisé, qui chante les adieux au monde et à tous ses péchés.

#### 10. So nun der Geist
| Source  | Texte allemand | Texte français | Effectif |
| ------- | --- | --- | -------- |
| Rm 8,11 | So nun der Geist des, der Jesum von den Toten auferwecket hat, in euch wohnet, so wird auch derselbige, eure sterbliche Leiber lebendig machen um des willen, dass sein Geist in euch wohnet. | Donc maintenant puisque l'esprit de celui qui a ressuscité Jésus des morts habite en vous, celui-là même fera vivre vos corps mortels, par son esprit qui habite en vous. | S1S2ATB  |

On retourne à la forme du deuxième mouvement, avec exactement les mêmes premières mesures et une forme générale très similaire.

#### 11. Weicht, ihr Trauergeister
| Source            | Texte allemand | Texte français | Effectif |
| ----------------- | --- | --- | -------- |
| Franck, strophe 6 | Weicht, ihr Trauergeister, Denn mein Freudenmeister, Jesus, tritt herein. Denen, die Gott lieben, Muss auch ihr Betrüben Lauter Zucker sein. Duld ich schon hier Spott und Hohn, Dennoch bleibst du auch im Leide, Jesu, meine Freude. | Reculez, vous esprits de tristesse, Car mon maître de joie, Jésus, arrive ici. Pour ceux qui aiment Dieu, Même leurs soucis Doivent être pure douceur. Bien que j'endure ici moquerie et honte Néanmoins tu restes avec moi même dans le chagrin Jésus, ma joie. | SATB     |

Reprise à l'identique du premier mouvement, ce qui parachève la symétrie de l'œuvre, dont le dernier vers est le même que le premier.